# 5214 Oozora
5214 Oozora eller 1990 VN3 är en asteroid i huvudbältet som upptäcktes den 13 november 1990 av de båda japanska astronomerna Kazuro Watanabe och Atsushi Takahashi vid Kitami-observatoriet. Den är uppkallad efter ett expresståg i Japan.